# Kotoura-san
Kotoura-san (яп. 琴浦さん Котоура-сан) — японская манга-ёнкома, автором которой является Энокидзу. Серии начали выпускаться издательством Micro Magazine в журнале Manga Goccha с 14 октября 2010 года. По мотивам манги студией Anime International Company был выпущен аниме-сериал, который транслировался по телеканалу CBC с 11 января по 29 марта 2013 года. Всего выпущено 12 серий аниме. Сериал также официально доступен для просмотра на сайте Crunchyroll.

## Сюжет
Харука Котоура родилась с уникальной способностью читать мысли других людей. Ещё ребёнком, не видя грани между словами людей и их внутренними, сокровенными желаниями, Харука выдавала вслух «запретные мысли», вызывая гнев окружающих, а позже и презрение со стороны одноклассников. Девочку даже бросили родители, оставив на попечение дедушке. Так Харука выросла замкнутой и пугливой, в страхе кому-то причинить боль. После очередного перехода в новую школу, Харука внезапно знакомится с необычным парнем по имени Ёсихиса Манабэ, чьи мысли изобилуют эротической фантазией. Парень не стесняется своих мыслей и предлагает Харуке дружбу. Позже Харуку принимают в  «клуб эсперов», суть которого заключается в том, чтобы доказать окружающим существование аномальных явлений.

## Список персонажей
- Харука Котоура (яп. 琴浦 春香 Котоура Харука)

Главная героиня истории, девочка 15-ти лет родом из богатой семьи. С рождения наделена способностью читать мысли других людей. В детстве не видела разницы между речью и мыслями людей и поэтому разглашала сокровенные мысли людей, не понимая, что это непозволительно — из-за этого возникали ссоры и её стали избегать сначала одноклассники, а потом её бросили родители. В новой школе она также не имела друзей, пока не встретила Ёсихису – парня, который не стеснялся своих мыслей. В конце истории признаётся Ёсихисе в своих чувствах.
Сэйю: Хисако Канэмото
- Ёсихиса Манабэ (яп. 真鍋 義久 Манабэ Ёсихиса)

Друг Харуки в новой школе, добрый и недальновидный парень. Один из немногих, кто не стесняется того, что Харука видит его мысли. Сексуально озабоченный, его всё время преследуют эротические фантазии, особенно с участием Харуки. Всегда остаётся на стороне девушки, даже когда её обижают одноклассники и в частности Хиёри. Влюблен в Харуку.
Сэйю: Дзюн Фукусима
- Юрико Мифунэ (яп. 御舟 百合子 Мифунэ Юрико)

Президент школьного клуба эсперов. Её мать, как и Харука была ясновидящей и работала в полиции, раскрывая преступления. Она стала широко известной, но кто-то подставил женщину и в СМИ распространилась информация, что она вовсе не ясновидящая и всё это время всех разыгрывала. Вскоре мать Юрико повесилась, Юрико верила своей матери и долгое время пыталась доказать существование людей со сверх-способностями, узнав о Харуке, у Юрико появилась хорошая возможность доказать свою правоту. Питает любовные чувства к Дайти.
Сэйю: Кана Ханадзава
- Дайти Мурото (яп. 室戸 大智 Мурото Дайти)

Вице-президент школьного клуба эсперов. Несмотря на свой рост, он ровесник Юрико и её друг детства. Очень вежливый и проницательный. Как правило рассчитывает планы Юрико на два шага вперёд. Несмотря на то, что Юрико влюблена в него, Дайти не отвечает ей взаимностью, предпочитая оставаться другом.
Сэйю: Хиро Симоно
- Хиёри Моритани (яп. 森谷 ヒヨリ Моритани Хиёри)

Одноклассница Харуки и Ёсихисы. Её обычно называют Морией. Хорошо владеет дзюдо. Влюблена в Ёсихису и презирает Харуку, как потенциальную соперницу за внимание Ёсихисы. Сначала преследовала Харуку, но позже раскаялась с своих поступках, подружилась с Харукой и вступила в клуб эсперов. Не умеет готовить. В сложной ситуации склонна впадать в панику.
Сэйю: Юрика Кубо
- Дзэндзо Котоура (яп. 琴浦 善三 Котоура Дзэндзо:)

Дедушка Харуки. Заботился о Харуке после того, как её бросила мать. Озабоченный и его всё время преследуют фантазии с участием Харуки.
Сэйю: Томомити Нисимура
- Верховный священник (яп. 和尚 Осё:)

Священник, друг семьи Харуки, держит храм в родном городе Харуки. Встреча с девушкой побудила в нём интерес к сверх-способностям.
Сэйю: Ютака Накано
- Кумико Котоура (яп. 琴浦 久美子 Котоура Кумико)

Мать Харуки. Добрая и заботливая, всё больше впадала в отчаяние из-за того, что не могла понять способности своей дочери. В частности Харука всё время сообщала о слабой связи отца к матери и что даже он ей изменил. Так родители развелись, и она отреклась от дочери. В конце истории она помирилась с Харукой.
Сэйю: Кикуко Иноуэ
- Гантэцу Исияма (яп. 石山 巌鉄 Исияма Гантэцу)

Полицейский детектив, как то связан с событиями из-за которых мать Юрико покончила самоубийством. Сам очень скептично относится к людям со сверх-человеческими способностями.
Сэйю: Такаюки Суго
- Аки Цукино (яп. 月野 亜紀 Цукино Аки)

Партнёр Исиямы, немного неуклюжая и всегда голодная. В детстве её всё время обижали из-за роста, из-за чего у Аки отложилась травма детства, из которой вышел диагноз "раздвоение личности". Аки завидовала счастливым людям, а её злая личность делала то, что не могла сделать добрая. Таким образом (так как Аки ненавидела всё, что связано с школой, ведь там у неё проходил один из самых трудных периодов жизни) Аки начала нападать на школьниц, но Харука раскрывает её истинные чувства и убеждает отпустить душевную обиду.
Сэйю: Акэно Ватанабэ

## Список серий аниме
| #  | Название                                                                        | Дата выхода     |
| -- | ------------------------------------------------------------------------------- | --------------- |
| 01 | Котоура-сан и Манабэ-кун «Котоура-сан то Манабэ-кун» (琴浦さんと真鍋くん)       | 11 января 2013  |
| 02 | Первое... «Хадзимэтэ но...» (初めての……)                                        | 18 января 2013  |
| 03 | Так счастливо, так весело «Урэсикутэ, Таносикутэ» (嬉しくて、楽しくて)          | 25 января 2013  |
| 04 | Меняющийся мир «Кавару Сэкай» (変わる世界)                                      | 1 февраля 2013  |
| 05 | Школьный рай? «Гакуэн Тэнгоку?» (学園天国？)                                    | 8 февраля 2013  |
| 06 | Летние каникулы! «Нацуясуми!» (夏休み!)                                         | 15 февраля 2013 |
| 07 | В это мире, я... «Коно Сэкай ни Ватаси ва...» (この世界に私は)                  | 22 февраля 2013 |
| 08 | Это не свидание! «Дэ:то дзянаймон» (デートじゃないもん)                         | 1 марта 2013    |
| 09 | Все вокруг меня «Мавари ни ва Минна га» (まわりにはみんなが)                    | 8 марта 2013    |
| 10 | Но тебя здесь нет «Дакэдо Аната ва Инай» (だけどあなたはいない)                 | 15 марта 2013   |
| 11 | Оставайся у меня «Сутандо Бай Ми:» (スタンド·バイ·ミー)                         | 22 марта 2013   |
| 12 | Вещи, о которых я хочу тебе рассказать «Цутаэтай Кокоро» (伝えたい言葉(ココロ)) | 29 марта 2013   |

## Критика
Представитель сайта Anime News Network отметил, что создатели сделали основной упор на первую серию, которая стала прочным «фундаментом» для всего сериала. В сериале встречается несколько стоящих шуток, анимация и музыкальное сопровождение очень впечатляют.